# Ferhat Bakal
Ferhat Bakal (* 16. März 1998) ist ein türkischer Eishockeyspieler, der seit 2022 beim Istanbul Büyükşehir SK in der Türkischen Superliga unter Vertrag steht.

## Karriere
Ferhat Bakal begann seine Karriere als Eishockeyspieler beim Kocaeli Büyükşehir Belediyesi Kağıt SK, für den er in der türkischen U18-Liga auf dem Eis stand. Die Spielzeit 2014/15 verbrachte er beim İzmir Büyükşehir Belediyesi SK. Seit 2015 steht er für den Zeytinburnu Belediye SK aus Istanbul in der Superliga auf dem Eis. Er gewann mit dem Klub 2016, 2017, 2018 und 2019 den türkischen Meistertitel.

### International
Für die Türkei nahm Bakal im Juniorenbereich in der Division III an den U18-Weltmeisterschaften 2014 und 2016 sowie den U20-Weltmeisterschaften 2014, 2015, 2016, als er als Topscorer, Torschützenkönig und Spieler mit der besten Plus/Minus-Bilanz auch zum besten Stürmer des Turniers und zum besten Spieler seiner Mannschaft gewählt wurde, und 2017 teil. Bei der U20-Weltmeisterschaft 2018 spielte er mit en Türken in der Division II.
Mit der Herren-Nationalmannschaft spielte er erstmals bei der Weltmeisterschaft 2016 in der Division III und erreichte den sofortigen Aufstieg in die Division II. Bei der Weltmeisterschaft 2017 spielte er in der Division II und schoss im Spiel gegen Mexiko den 1:0-Siegtreffer der Türken bei deren einzigen Sieg bei diesem Turnier. Zwei weitere Treffer erzielte er bei der 2:7-Niederlage gegen China. Nach dem Abstieg stand er bei den Weltmeisterschaften 2018, 2019 und 2022, als er als bester Spieler seiner Mannschaft maßgeblich zum Aufstieg der Männer vom Bosporus beitrug, dann wieder in der Division III auf dem Eis. Bei den Weltmeisterschaften 2023 und 2024 spielte er erneut in der Division II. Nach dem Abstieg 2024 stand er 2025, als er zum besten Spieler seiner Mannschaft gewählt wurde, wieder in der Division III auf dem Eis. Zudem vertrat er seine Farben bei der Olympiaqualifikation für die Winterspiele in Peking 2022, bei der die Türken mit zwei Niederlagen (3:8 gegen Serbien und 2:10 gegen Kroatien) bei nur einem Sieg (4:1 gegen Bulgarien) vorzeitig ausschieden. Auch bei der Olympiaqualifikation für die Winterspiele in Mailand 2026 war für ihn mit der türkischen Mannschaft bereits in der Vorqualifikation vorzeitig Schluss. Auch an der Olympiaqualifikation für die Winterspiele in Mailand 2026 nahm er teil.

## Erfolge und Auszeichnungen
- 2016 Türkischer Meister mit dem Zeytinburnu Belediye SK
- 2016 Topscorer, Torschützenkönig, bester Stürmer und beste Plus/Minus-Bilanz bei der U18-Weltmeisterschaft der Division III, Gruppe A
- 2016 Aufstieg in die Division II, Gruppe B, bei der Weltmeisterschaft der Division III
- 2017 Türkischer Meister mit dem Zeytinburnu Belediye SK
- 2017 Aufstieg in die Division II, Gruppe B, bei der U20-Weltmeisterschaft der Division III
- 2018 Türkischer Meister mit dem Zeytinburnu Belediye SK
- 2019 Türkischer Meister mit dem Zeytinburnu Belediye SK
- 2022 Aufstieg in die Division II, Gruppe B, bei der Weltmeisterschaft der Division III, Gruppe A